# АЭС «Белене»
АЭС «Бе́лене» — недостроенная атомная электростанция, расположенная в 3 км от города Белене на берегу реки Дунай на севере Болгарии, недалеко от границы с Румынией. Станция предназначалась для замещения выводимых из эксплуатации мощностей АЭС «Козлодуй». Строительство станции было остановлено в 1990 году из-за трудностей с финансированием и протестов населения.

## История строительства
В 2005 году была достигнута договоренность о завершении строительства станции российским «Атомстройэкспортом».
Первый контракт на строительство станции был заключён «Росатомом» в лице «Атомстройэкспорта» и НЭК Болгарии в 2008 году, цена строительства станции составляла 4 млрд евро. После этого строительство не начиналось, и в конце ноября 2010 года было сообщено о том, что проект получит скорое развитие: стороны сошлись на стоимости контракта на строительство в 6,4 млрд евро.
В 2011 году «Атомстройэкспорт» обратился в Международный арбитражный суд при Международной торговой палате в Париже[прояснить].
Однако в 2012 году, в связи со сменой руководства Болгарии, из-за разногласий по стоимости проект пересматривался повторно. 28 марта 2012 строительство было прекращено.
В ответ на это Минэнерго России заявило, что будет настаивать на выполнении Болгарией контрактных обязательств; исковые требования «Атомстройэкспорта» к НЭК Болгарии по проекту АЭС «Белене» в рамках дела, рассматриваемого Международным арбитражным судом, составляют 1 млрд евро.

22 апреля около двух тысяч человек провели в Плевене марш протеста и митинг против решения правительства Болгарии отказаться от строительства АЭС «Белене»; акция организована инициативным комитетом под названием «Я не отказываюсь от АЭС „Белене“, а ты?».
27 января 2013 года проводился национальный референдум по судьбе АЭС «Белене». Большинство жителей Болгарии, принявших в нём участие, проголосовало за возвращение к проекту. Однако на участки пришли лишь около 20 % обладающих правом голоса, в то время как для признания результатов референдума необходимо было преодолеть явочный порог в 60 %.
Площадку планируется использовать для газовой теплоэлектростанции, а реактор[какой?], собранный ОКБ «Гидропресс», установить в АЭС Козлодуй.
В октябре 2013 года фирму-консультанта Болгарии по проекту строительства АЭС «Белене» — компанию «Уорли Парсонс» обвинили в том, что она могла работать в интересах России.
Осенью 2016 года суд обязал вернуть «Атомстройэкспорту» 600 млн евро и в декабре болгарская сторона выплатила указанную сумму.
25 октября 2018 года министр энергетики Болгарии сообщил, что до конца года будет объявлен новый тендер на строительство АЭС «Белене» (он заявил, что выбор стратегического инвестора для станции будет проходить через конкурсную процедуру, при этом стоимость строительства не должна превысить 10 млрд евро, а срок запуска — 10 лет).

19 августа 2019 года «Росатом» объявил о том, что подал заявку на участие в процедуре выбора стратегического инвестора для проекта АЭС «Белене».
2021: София решила отказаться от достройки новой АЭС «Белене», а поставленное «Росатомом» оборудование использовать для возведения нового реактора на действующей АЭС «Козлодуй» (такой вариант предложила американская Westinghouse, которая продаст Болгарии технологии для энергоблока и будет сопровождать строительство)
15 февраля 2022 года премьер-министр Болгарии заявил, что Болгария отказывается от строительства АЭС.
6 июля 2023 года Болгария заявила о желании продать два реактора с АЭС «Белене», которые в случае успешной продажи планируют использовать на Хмельницкой АЭС.

## Информация об энергоблоках
| Энергоблок | Тип реакторов  | Мощность | Мощность | Начало строительства | В сети                               | Коммерческий пуск                    | Закрытие                             |
| Энергоблок | Тип реакторов  | Чистый   | Брутто   | Начало строительства | В сети                               | Коммерческий пуск                    | Закрытие                             |
| ---------- | -------------- | -------- | -------- | -------------------- | ------------------------------------ | ------------------------------------ | ------------------------------------ |
| Белене-1   | ВВЭР-1000/466Б | 953 МВт  | 1000 МВт | 01.01.1987           | Строительство остановлено 28.03.2012 | Строительство остановлено 28.03.2012 | Строительство остановлено 28.03.2012 |
| Белене-2   | ВВЭР-1000/466Б | 953 МВт  | 1000 МВт | 31.03.1987           | Строительство остановлено 28.03.2012 | Строительство остановлено 28.03.2012 | Строительство остановлено 28.03.2012 |